# Bruises
Bruises is een single van Train, samen met Ashley Monroe. Het is afkomstig van hun album California 37. Monahan over de inhoud: Gedurende het leven loop je wat blauwe plekken op (bruises), maar die maken je tot wie je bent en maken jezelf alleen maar mooier.
Voor de Franse en Canadese markt verscheen een opname met Marilou Bourdon in het Engels/Frans.

## Hitnotering
De single haalde in 8 weken tijd de 79e plaats in de Billboard Hot 100, verreweg niet de succesvolste single aldaar. In het Verenigd Koninkrijk haalde het niet de top 50. Ook in Nederland was de ontvangst lauw, België liet verstek gaan bij deze single.

### Nederlandse Top 40
| Positie: | 37 | 32 | 30 | 39 | uit |

### NederlandseSingle Top 100
| Positie: | 94 | 88 | 75 | 73 | 63 | 57 | 74 | 74 | 69 | 71 | 57 | 49 | 66 | 55 | 65 | 95 | uit |

### NPO Radio 2 Top 2000
Bruises stond alleen in 2013 in de NPO Radio 2 Top 2000, op plek 1949.